# 中華映管
中華映管股份有限公司（英語：Chunghwa Picture Tubes, Ltd.），簡稱華映，成立於1971年5月4日，為世界最重要的顯示器製造廠和面板五虎之一。成立初期由大同公司林挺生擔任董事長，亦是大同公司最重要的轉投資事業。該公司是台灣早期研發視訊產品關鍵零組件映像管的重要廠商，早期在映像管時代，其顯示器產量為全球前三大，並因此將台灣推向「顯示器王國」的世界舞台。
因應產品平面化需求，1997年該公司引進日本三菱技術成為臺灣第一個引進大尺寸TFT-LCD量產技術的生產廠，為台灣顯示器進入平面化拉開序幕。

## 簡史
在該公司在未上市之前，歷經至少十年以上的虧損；在林鎮源擔任董事長的初期，曾一度轉虧為盈，每股獲益曾高達新台幣七元以上，並為大同公司重要的轉投資獲利來源。但上市之後，雖為台灣第一個三代線量產的面板廠，由於後續的擴充速度趨緩，無法趕上友達光電、奇美電子等廠商；再者，還得背負映像管廠的折舊損失；因此，導致長期業績不振，虧損連連，股價長久在低檔徘徊。
然而為了擴大該公司在中國大陸市場的佈局，該公司已藉著入股中國廈華電子的方式進入大陸。此外在2007年9月起華映引進私募基金以改善該公司的資本結構。
2009年華映為了改善財務結構，辦理70億元新台幣的私募股，最後由仁寶電腦取得，使仁寶成為僅次於大同握有華映19.7%股權的第二大股東，但華映財務並未因此獲得改善，終致雙方對簿公堂。同年以旗下四家液晶模组公司各75%的股权借股福建闽东电机，也实现首家台湾企业借殼在大陆A股上市。即华映科技股份有限公司
2010年，該公司決定減資60%以打掉新台幣近千億元虧損，避免每股淨值低於新台幣5元，以挽救被打入全額交割股的命運。此事件導致2010年4月9日爆量17萬張跳空跌停。
2013年6月28日，該公司辦理董監事改選，該公司的策略投資夥伴仁寶電腦全數退出該公司董事會；但該公司總經理林盛昌說，雖然很生氣，但該公司與仁寶電腦的合作不會改變。
2017年2月，仁寶電腦決定認賠出清於2009年參與私募的華映股票，由大同公司出資，分三次買回。
2018年12月13日，華映與百分之百控股之子公司中華映管(百慕達)股份有限公司均發生債務無法清償之情事董事會決議通過公司重整及緊急處分。
2019年1月，華映10億本票跳票，開盤跳空跌停委賣單高掛逾7.6萬張。
2019年3月27日，華映去年全年合併營收240.2億元，稅後虧損252.83億元，歸屬母公司業主純損195.61億元，每股虧損3.02元，每股淨值轉為負0.7元。台灣證券交易所表示，華映去年淨值變成負數，只要財報送達證交所，將依規定公告40天後下市，若華映明天申報財報，預計5月8日下市。不過，去年財報最後申報日為4月1日，若華映之後才申報，則下市日期將延後。
2019年4月1日，證交所收到中華映管2018年之財報，即公告華映股票自今年5月13日起終止上市。
2019年5月10日，華映最後交易日終場收盤直奔漲停的0.17元，成交量達53,158張。
2019年5月13日，華映依證券交易法第36條規定公告申報之107年度財務報告顯示淨值為負數，核有證交所營業細則第50之1條第1項第9款規定情事，依現行法令規定終止上市。
2019年8月29日，華映透過重大訊息公告證實大量解雇員工。
2019年9月18日，華映的土地、廠房、機器設備各項資產遭法院查封，無法繼續營運生產，因此華映經董事會決議，撤回重整聲請再抗告，依法聲請破產。
2022年8月29日，華映公司不能清償到期債務，資產不足以清償全部債務，經桃園地方法院正式裁定宣告破產。

## 企業識別標誌
- 「CPT」是中華映管英文名稱「Chunghwa Picture Tubes」的縮寫。
- 中華映管給「CPT」賦予一套官方涵義，作為該公司的經營理念：
  - C-創造革新（CREATION）
  - P-追求完美（PERFECTION）
  - T-團結合作（TEAMWORK）

## 主要生産廠房
台灣地區
- 中華映管龍潭廠（簡稱CPTL，在龍潭光電園區內）
- 中華映管楊梅廠（簡稱CPTY）：停止營業後，原先由和碩聯合科技旗下的景碩科技以新台幣15億元左右購得[13]；但因華映廠房之債權糾紛，景碩科技最終未能如願取得其所有權[14]。2022年8月委託台灣金服公開標售（第一次拍賣），兩標合計底價約新台幣63億元。

海外地區
- 華映科技（集團）股份有限公司（簡稱CPTTG，深交所：000536。前身系闽东电机（集团）股份有限公司，2009年取得中国大陸证监会重大资产重组批复，同意公司以发行股份购买资产方式，购买中华映管股份有限公司旗下四家液晶模组公司各75%的股权。中华映管股份有限公司和大同股份有限公司成为公司的实际控制人。公司于2011年1月更名为现名。2020年11月，福建省电子信息（集团）责任有限公司因持股比例上升，成为公司控股股东，福建省国有资产监督管理委员会成为公司实际控制人。[15]
- 華映視訊（吳江）有限公司（簡稱CPTW，在吳江經濟開發區內）
- 華映視訊（福州）有限公司（簡稱FVD，在馬尾科技園區內）
- 華映光電股份有限公司（中華映管福州廠，簡稱CPTF，在馬尾科技園區內）
- 福建華冠光電有限公司（簡稱CTOC）
- 福建華映顯示科技有限公司（簡稱FDT，在馬尾科技園區內）
- 深圳華映顯示科技有限公司（簡稱SDT，在光明高新技術產業園區內）
- 中華映管（馬來西亞）股份有限公司（中華映管馬來西亞廠，簡稱CPTM，在梳邦高科技工业区內，2012年厂地转售予丽阳集团（Tropicana Corporation）供发展屋业使用[16]）

## 外部連結
- 中華映管股份有限公司（页面存档备份，存于）
- 华映科技集团股份有限公司